# 整備補給群 (第4航空団)
第4航空団整備補給群（だい4こうくうだんせいびほきゅうぐん）は、松島基地に所在する第4航空団隷下の部隊である。

## 概要
第4航空団飛行群に所属する航空機や車両などの点検整備業務および同業務で使用する物品の補給・保管等を任務とする。

## 部隊編成
- 群本部
- 整備隊
- 装備隊
- 修理隊
- 車両器材隊
- 補給隊

## 主要幹部
| 官職名                  | 階級    | 氏名     | 補職発令日     | 前職                 |
| ----------------------- | ------- | -------- | -------------- | -------------------- |
| 第4航空団整備補給群司令 | 1等空佐 | 岡本英樹 | 2020年08月26日 | 航空救難団整備群司令 |

| 代 | 氏名       | 在職期間                                                     | 前職                                               | 後職                               |
| -- | ---------- | ------------------------------------------------------------ | -------------------------------------------------- | ---------------------------------- |
|    | 城谷正照   | 0000年00月00日 - 1960年03月15日                              |                                                    | 北部航空方面隊司令部装備部長       |
|    | 鈴木英夫   | 0000年00月00日 - 1961年07月14日 ※1961年07月01日 1等空佐昇任  | （2等空佐）                                        | 西部航空方面隊司令部装備部長       |
|    | 進藤淳     | 0000年00月00日 - 1963年03月15日 ※第4航空団司令部装備部長兼補 |                                                    | 航空自衛隊補給統制処補給部長       |
|    | 松井重泰   | 0000年00月00日 - 1964年07月15日                              |                                                    | 航空幕僚監部装備部補給課計画班長   |
|    | 柴田晃     | 1964年07月16日 - 1967年03月15日                              | 航空自衛隊幹部学校勤務                             | 航空自衛隊第1術科学校第2教育部長   |
|    | 稲生泉     | 0000年00月00日 - 1969年02月16日                              |                                                    | 航空幕僚監部装備部装備課調整班長   |
|    | 飯尾多喜治 | 0000年00月00日 - 1971年02月15日                              |                                                    | 航空自衛隊第2術科学校第2教育部長   |
|    | 杉山邦男   | 0000年00月00日 - 1973年03月15日                              |                                                    | 航空自衛隊第2補給処整備部長        |
|    | 高橋要     | 0000年00月00日 - 1974年07月15日                              |                                                    | 航空自衛隊第3術科学校整備部長      |
|    | 中村忠正   | 0000年00月00日 - 1976年09月30日                              |                                                    | 航空自衛隊第3術科学校整備部長      |
|    | 亀井忍     | 0000年00月00日 - 1978年03月15日                              |                                                    | 航空自衛隊第3補給処保管部長        |
|    | 甲斐今朝芳 | 1978年03月16日 - 1980年06月30日                              | 航空幕僚監部装備部補給課計画班長                   | 航空幕僚監部装備部補給課長         |
|    | 外薗三郎   | 0000年00月00日 - 1982年08月01日                              |                                                    | 航空自衛隊第1術科学校整備部長      |
|    | 齋藤芳信   | 0000年00月00日 - 1984年10月31日                              |                                                    | 航空幕僚監部人事教育部厚生課勤務   |
|    |            | 0000年00月00日 - 0000年00月00日                              |                                                    |                                    |
|    | 森惇       | 1986年09月01日 - 1988年07月31日                              | 航空自衛隊第1補給処企画課長                        | 航空幕僚監部装備部補給課長         |
|    | 日高久萬男 | 1988年08月01日 - 1989年07月31日                              | 航空自衛隊幹部学校勤務                             | 航空自衛隊補給本部勤務             |
|    | 関力       | 1989年08月01日 - 1991年03月31日                              | 航空幕僚監部装備部補給課計画班長                   | 航空自衛隊幹部学校主任研究開発官   |
|    | 橋本康夫   | 1991年04月01日 - 1992年08月02日                              | 航空幕僚監部装備部装備課調整班長                   | 航空幕僚監部装備部調達課長         |
|    | 佐竹祐二   | 1992年08月03日 - 1994年03月31日                              | 航空救難団整備群司令                               | 航空幕僚監部人事教育部援護業務課長 |
|    | 花松東一郎 | 1994年04月01日 - 1996年12月15日                              | 航空自衛隊第3術科学校第1教育部長                   | 第13飛行教育団副司令               |
|    | 宮崎好久   | 1996年12月16日 - 1998年11月30日                              | 航空幕僚監部監理部監理課 会計監査室長              | 航空自衛隊第2補給処資材計画部長    |
|    | 片岡晴彦   | 1998年12月01日 - 2000年02月06日                              | 航空幕僚監部防衛部防衛課 業務計画班長              | 航空幕僚監部技術部技術第1課長      |
|    | 重松明夫   | 2000年02月07日 - 2001年03月31日                              | 航空幕僚監部技術部技術第1課 技術調整官 兼 計画班長 | 統合幕僚学校主任教官               |
|    | 伊野文彦   | 2001年04月01日 - 2003年06月30日                              | 航空幕僚監部装備部補給課計画班長                   | 航空幕僚監部装備部補給課長         |
|    | 太田文俊   | 2003年07月01日 - 2004年11月30日                              | 航空総隊司令部装備部整備課長                       | 航空総隊司令部装備部計画課長       |
|    | 高嶋誠     | 2004年12月01日 - 2006年07月31日                              | 航空幕僚監部装備部調達課計画班長                   | 航空幕僚監部装備部装備課調達室長   |
|    | 大倉育信   | 2006年08月01日 - 2008年07月31日                              | 航空総隊司令部防衛部通信電子課長                   | 航空自衛隊第3補給処副処長          |
|    | 三谷直人   | 2008年08月01日 - 2009年08月02日                              | 航空幕僚監部装備部装備課装備調整官                 | 航空幕僚監部人事教育部人事計画課長 |
|    | 木村亮一   | 2009年08月03日 - 2010年07月25日                              | 航空幕僚監部装備部装備課勤務                       | 航空幕僚監部装備部補給課長         |
|    | 小林卓     | 2010年07月26日 - 2012年07月31日                              | 航空自衛隊第1補給処資材計画部長                    | 航空自衛隊補給本部情報処理部長     |
|    | 木場隆治   | 2012年08月01日 - 2014年07月31日                              | 航空幕僚監部装備部整備課 整備第4班長               | 中部航空方面隊司令部装備部長       |
|    | 秋本康雄   | 2014年08月01日 - 2016年07月31日                              | 航空幕僚監部装備部整備・補給課 整備第4班長         | 自衛隊山口地方協力本部長           |
|    | 松川昭紀   | 2016年08月01日 - 2017年07月31日                              | 航空幕僚監部人事教育部援護業務課 援護第2班長       | 航空自衛隊補給本部通信電子部長     |
|    | 中川一     | 2017年08月01日 - 2020年08月25日                              | 航空幕僚監部装備計画部装備課 整備管理班長          | 自衛隊石川地方協力本部長           |
|    | 岡本英樹   | 2020年08月26日 -                                             | 航空救難団整備群司令                               |                                    |